# Склабина
Склабина (слч. Sklabiná) насељено је мјесто са административним статусом сеоске општине (слч. obec) у округу Вељки Кртиш, у Банскобистричком крају, Словачка Република.

## Становништво
| Година:    | 1994. | 2004.   | 2014.   | 2024.   |
| ---------- | ----- | ------- | ------- | ------- |
| Број људи: | 789   | 867     | 870     | 912     |
| Разлика:   |       | +9,88 % | +0,34 % | +4,82 % |

| Година:    | 2023. | 2024.   |
| ---------- | ----- | ------- |
| Број људи: | 908   | 912     |
| Разлика:   |       | +0,44 % |

Према подацима о броју становника из 2011. године насеље је имало 861 становника.